# Tatars en Ukraine
Ne doit pas être confondu avec Tatars de Crimée.
Les Tatars sont l’une des nombreuses minorités ethniques d’Ukraine. En Ukraine, l'identification nationale tatare est utilisée principalement pour des peuples turcs tels que les Tatars de la Volga, moins souvent les Tatars de Sibérie.

## Localisation et statistiques
En Ukraine, le nombre de Tatars est estimé à plus de 73 000 (recensement ukrainien de 2001). Les Tatars d'Ukraine vivent depuis l'époque princière. L'un de ses représentants, le khan Tugorkhan, vécut sur l'île de Trukhaniv jusqu'à son assassinat en 1096.